# 罗马诺·斯盖伊兹
罗马诺·斯盖伊兹（義大利語：Romano Sgheiz，1937年6月28日—），意大利男子赛艇运动员。他曾代表意大利参加1956年、1960年、1964年和1968年夏季奥林匹克运动会赛艇比赛，获得一枚金牌和一枚铜牌。